# Селін Оруц
Селін Оруц (нім. Selin Oruz, нар. 5 лютого 1997, Крефельд, Німеччина) — німецька хокеїстка на траві, бронзова призерка Олімпійських ігор 2016 року. Сестра німецького хокеїста на траві Тімур Оруца, який на тій же Олімпіаді теж здобув бронзову нагороду.

## Виступи на Олімпіадах
| Олімпіада           | Дисципліна     | Місце |
| ------------------- | -------------- | ----- |
| Ріо-де-Жанейро 2016 | хокей на траві | 3     |

## Зовнішні посилання
- Селін Оруц — олімпійська статистика на сайті Sports-Reference.com (англ.) (архівна версія)